# Jürgen Schütz
Jürgen Schütz (Dortmund, 1º luglio 1939 – 19 marzo 1995) è stato un calciatore tedesco.
È deceduto nel 1995, all'età di 55 anni, in seguito di un tumore della laringe.

## Carriera
Tra i primi tedeschi scesi in Italia nel secondo dopoguerra, in patria giocava con il Borussia Dortmund, ma era cresciuto nell'Urania, sempre di Dortmund.
Tesserato dalla Roma per le sue qualità di centrocampista d'attacco, non mantenne in pieno le promesse, restando un po' un atleta "misterioso" e finendo presto per essere messo da parte, anche in seguito ad alcuni problemi a un menisco.
Venne in seguito prestato prima al Messina e poi al Torino, per tornare di nuovo nella capitale per un'ulteriore annata. Troppo chiuso da Peirò, venne ceduto al Brescia. Tornò in Germania per terminarvi la carriera, giocando ancora diversi anni.

## Palmarès

### Club
- Campionato tedesco: 1
- Borussia Dortmund 1962.1963
- Coppa Italia: 1

Roma: 1963-1964